# Roseverte
Roseverte (stilisiert als ROSEVERTE, ehemals roseVeRte) ist ein unabhängiger japanischer Entwickler und Publisher von japanischen Adventures (im englischen oft als Visual Novel bezeichnet), u. a. auch für Mädchen (Otome Game), wie Café 0 ~The Drowned Mermaid~. Sie helfen außerdem mit beim Webseiten-Design, Übersetzungen und Logo/Banner-Design.

## Geschichte

### 2010–2011: Anfänge
Der Dōjin-Spiele-Zirkel wurde 2010 von Chu-3 (ちゅみ, Chumi) gegründet. Sie fingen mit zwei bis drei Personen an. Ihr erstes Spiel dUpLicitY – Eien no Kyogi (デゥプリシティ～永遠の虚偽～, Dupurishiti – Eien no Kyogi, engl. dUpLicitY ~Eternal Lie~), eine Sci-Fi Visual Novel, wurde am 29. Juli 2010 gratis auf Japanisch veröffentlicht. Die offizielle englische Übersetzung wurde am 4. Oktober 2010 veröffentlicht. Am 1. Juli 2011 wurde eine alternative Geschichte des Spiels auf Japanisch veröffentlicht; dUpLicity – Uso no Saki ni Aru Mono (デゥプリシティ～嘘の先にあるもの～, Dupurishiti – Uso no Saki ni Aru Mono, engl. dUpLicity ~Beyond the Lies~). Dieses Spiel war ihre erste japanische kommerzielle Veröffentlichung.
Am 4. Oktober 2011 wurde dann ihr erstes englisches kommerzielle Spiel veröffentlicht; Café 0 ~The Drowned Mermaid~ (カフェ・ゼロ～溺れた人魚～, Kafe Zero – Oboreta Ningyo), eine übernatürliche Mystery Visual Novel. Zeiva Inc war als Co-Schreiber und Betatester an diesem Spiel beteiligt. Das Spiel wurde später ins Japanische übersetzt und am 24. Dezember 2011 veröffentlicht. Diese Version enthielt bereits japanische Synchronsprecher.

### 2012–2014: East Tower
Am 12. Januar 2012 veröffentlichte ROSEVERTE Café 0 ~The Drowned Mermaid~ neu auf Englisch mit japanischen Synchronsprechern. Des Weiteren wurde die deutsche Übersetzung am 9. März 2012 veröffentlicht, die auch japanische Synchronsprecher enthielt. Die englisch Version von dUpLicitY ~Beyond the Lies~ wurde am 20. März 2012 veröffentlicht.
Am 25. Juli 2012 wurde die englische Demo und der erste Charakterpfad von ihrem Otome Game East Tower (イーストタワー, Īsutotawā) für Apple iOS veröffentlicht. Bei dem Spiel handelt es sich um eine Mystery Comedy Visual Novel. Das Spiel wurde später auch für Android veröffentlicht. Der zweite Charakterpfad wurde am 27. November 2012 auf Englisch und am 30. November 2012 auf Japanisch veröffentlicht. Der dritte Charakterpfad wurde am 14. Mai 2013 auf Englisch und Japanisch veröffentlicht. Am 6. August 2013 erschien die PC-Version von East Tower, die auf Adobe Air basiert. Der vierte und letzte Charakterpfad wurde am 11. März 2014 für Windows und Mac OS auf Englisch und Japanisch veröffentlicht; die Mobilversionen für iOS und Android folgten am 21. März 2014.

### 2015–2019: Story of Eroolia
Die erste Episode von East Tower wurde am 27. April 2015 auf Steam veröffentlicht und damit erstmals auch offiziell auf Deutsch. Die weiteren Episoden folgten im Verlauf des Jahres.
Das Spiel How To Take Off Your Mask (貴方の仮面の外し方, Anata no kamen no hazushi-kata) wurde erstmals am 7. Juni 2015 auf Japanisch veröffentlicht. Die englische Veröffentlichung folgte am 19. Juni. Bei der Veröffentlichung auf Steam enthielt das Spiel auch die deutsche Übersetzung. Es wurde ein Spin-off von East Tower mit dem Titel West Tower angedeutet und die Fortsetzung zu Café 0 ~The Drowned Mermaid~, welche den Titel Café 0 ~The Sleeping Beast~ trägt, erschien am 29. Oktober 2016. Der Nachfolger zu How To Take Off Your Mask trägt den Titel How To Fool A Liar King (嘘つきな王様の騙し方, Usotsukina ōsama no damashi-kata) und sollte mithilfe eines Crowdfundings über Indiegogo finanziert werden; Ziel waren 3.000 $ von denen nur 1,087 $ eingespielt wurden. Dennoch erschien das Spiel am 4. Oktober 2017.
Der dritte Teil der Story-of-Eroolia-Reihe mit dem Titel How To Sing To Open Your Heart (心を開く歌い方 Kokoro o hiraku utai-kata) und erschien am 17. Januar 2019 für den PC. Kurz darauf erschien auch die deutsche Übersetzung sowie Portierungen für iOS und Android. Im Jahr 2019 wurde das Corporate Design von ROSEVERTE mit einem neuen Logo und einer anderen stilisierten Schreibung des Namens umgestaltet.

### 2020–heute: Takorita Meets Fries und Konsolenportierungen
2020 wurde ein neues, kurzes Spiel mit dem Titel Takorita Meets Fries (タコリタ・ミーツ・ポテト) angekündigt. Eine kostenlose Demo des Spiels erschien im August 2020. Für die Fertigstellung des Spiels sollten auf der Crowdfunding-Plattform Kickstarter knapp 840 € gesammelt werden. Die Kampagne wurde vorzeitig abgebrochen. Das Spiel erschien im September 2020 für Personal Computer. Es ist das erste Spiel von Roseverte, welches auch auf Chinesisch erschienen ist; für die chinesische Lokalisierung und Veröffentlichung war die Firma Pleasant Rain verantwortlich. Im Oktober 2020 erschien die deutsche Übersetzung.
Im Februar 2021 erschien How To Take Off Your Mask als Remastered-Version für PlayStation 4, Xbox One und Nintendo Switch. Das Spiel wurde von Ratalaika Games portiert und ist das erste von Roseverte, das für Konsolen erschien.

## Spiele
| Jahr      | Titel                          | Sprache(n)                                                                                               | Plattform(en)                                                           |
| --------- | ------------------------------ | --- | ----------------------------------------------------------------------- |
| 2010      | dUpLicitY ~Eternal Lie~        | Englisch, Japanisch                                                                                      | Windows                                                                 |
| 2011      | Café 0 ~The Drowned Mermaid~   | Deutsch, Englisch, Französisch, Japanisch, Russisch, Ukrainisch                                          | Android, iOS, Linux, Mac OS, Windows                                    |
| 2011      | dUpLicity ~Beyond the Lies~    | Deutsch, Englisch, Japanisch                                                                             | Android, Linux, Mac OS, Windows                                         |
| 2012–2014 | East Tower                     | Deutsch, Englisch, Französisch, Japanisch                                                                | Android, iOS, Mac OS, Windows                                           |
| 2015      | How To Take Off Your Mask      | Deutsch, Englisch, Französisch, Japanisch, Koreanisch, Polnisch, Russisch, Spanisch                      | Android, iOS, Mac OS, Nintendo Switch, PlayStation 4, Windows, Xbox One |
| 2016      | Café 0 ~The Sleeping Beast~    | Deutsch, Englisch, Japanisch                                                                             | Android, iOS, Mac OS, Windows                                           |
| 2017      | How To Fool A Liar King        | Deutsch, Englisch, Französisch, Japanisch, Koreanisch, Russisch                                          | Android, iOS, Mac OS, Windows                                           |
| 2019      | How To Sing To Open Your Heart | Deutsch, Englisch, Französisch, Japanisch, Koreanisch                                                    | Android, iOS, Mac OS, Windows                                           |
| 2020      | Takorita Meets Fries           | Deutsch, Englisch, Französisch, Japanisch, Traditionelles Chinesisch, Vereinfachtes Chinesisch, Türkisch | Android, iOS, Linux, Mac OS, Windows                                    |